# Corynura analis
Corynura analis là một loài Hymenoptera trong họ Halictidae. Loài này được Herbst mô tả khoa học năm 1924.